# Zanomys ultima
Zanomys ultima är en spindelart som beskrevs av John Henry Leech 1972. Zanomys ultima ingår i släktet Zanomys och familjen mörkerspindlar. Inga underarter finns listade i Catalogue of Life.